# Dragovič
Dragovič je naselje v Občini Juršinci.